# محاولة انقلاب 2004 في غينيا الاستوائية
فشلت محاولة الانقلاب في غينيا الاستوائية 2004، والمعروفة أيضًا باسم انقلاب ونغا (بالإنجليزية: Wonga Coua)‏، في استبدال الرئيس تيودورو أوبيانغ بالسياسي المعارض المنفي سيفيرو موتو. قُبض على مرتزقة نظمهم مموّلون بريطانيون في زيمبابوي في 7 مارس 2004 قبل أن يتمكنوا من تنفيذ المؤامرة. زعم المدعون أنه كان من المقرر تنصيب موتو رئيسا جديدا للبلاد مقابل حقوق نفطية تفضيلية للشركات التابعة للمتورطين في الانقلاب. وحظي الحادث باهتمام وسائل الإعلام الدولية بعد أنباء عن تورط رجل الأعمال البريطاني مارك ثاتشر في تمويل الانقلاب، حيث أدين وحُكم عليه بأداء غرامة في جنوب إفريقيا.